# Reino de Viguera

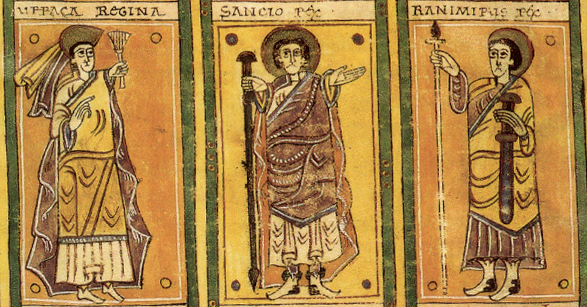
Ramiro a la derecha junto a su hermano Sancho Garcés II de Pamplona, en el centro, y la mujer de éste, Urraca Fernández, a la izquierda.
Grabados del Códice Vigilano.

El reino de Viguera fue un reino de corta duración localizado alrededor de la localidad riojana de Viguera entre los años 970 y 1005. Se dice que fue creado por el testamento de García Sánchez I de Pamplona para su segundo hijo, Ramiro Garcés, y comprendía la región actual de La Rioja. Existe un debate sobre si fue realmente un reino, ya que a menudo se referían a los infantes como reyes, y por otro lado era costumbre de los reyes de Navarra el repartir territorios como tenencias a sus hijos varones aunque estuviesen titularmente bajo la primacía del mayor.
En 918 Ordoño II de León y Sancho Garcés I de Pamplona invadieron Viguera para expulsar a los Banu Qasi de la región. Hacia 923, el área había sido dominada y fortalecida. De 924 hasta 972 la persona que controlaba la región era Fortún Galíndez, quien recibió los títulos de prefecto y duque y según algunas cartas privadas reinó bajo el dominio de Sancho I y García.
El rey García dejó en herencia, por insistencia de su segunda mujer, Teresa Ramírez, Viguera a su hijo Ramiro. Tras la muerte de García, su hijo mayor Sancho Garcés II de Pamplona heredó Navarra e inmediatamente reconoció a su hermano Ramiro en Viguera de acuerdo a los deseos de su padre. Ramiro fue sucedido por su hijo Sancho Ramírez, en 991, y Sancho fue sucedido durante un tiempo por su hermano García Ramírez, quién quizás actuó como correy hasta la muerte de su hermano en 1002 o poco después. García dejó solamente hijas y sencillamente desaparece del registro histórico entre 1005 y 1030, y Viguera otra vez volvería a formar parte de Navarra.
Viguera y su evanescente 'reino' debido a su situación geográfica en el centro del territorio riojano fueron utilizados frecuentemente como denominación para aludir a toda La Rioja, aunque ya en 1099 se constata el uso también del propio topónimo 'La Rioja' como identificativo de la región.

## Lista de Reyes
| Imagen | Nombre         | Acceso                               | Reinado              | Notas                                                                 |
| ------ | -------------- | ------------------------------------ | -------------------- | --------------------------------------------------------------------- |
|        | Ramiro Garcés  | Hijo de García Sánchez I de Pamplona | 970 – 981            | Muere en la Batalla de Torrevicente frente a Almanzor                 |
|        | Sancho Ramírez | Hijo de Ramiro Garcés                | 981 – 1002           | Regente del Reino de Pamplona durante la minoría de Sancho Garcés III |
|        | García Ramírez | Hijo de Ramiro Garcés                | 1002 – antes de 1030 |                                                                       |